# 穆罕默德·乌林努哈
穆罕默德·乌林努哈（1991年9月5日—），印尼男子羽毛球運動員。

## 簡歷
2012年，乌林努哈出戰越南羽毛球大獎賽，與里奇·卡兰达·苏华迪合作打進男子雙打四強。

## 主要比賽成績
只列出曾進入準決賽的國際賽事成績：
| 年份   | 賽事                     | 公開賽級別 | 項目     | 拍檔               | 成績   |
| ------ | ------------------------ | ---------- | -------- | ------------------ | ------ |
| 2009年 | 奧克蘭羽毛球國際賽       | 國際系列賽 | 男子雙打 | 贝里·安格里亚万    | 冠軍   |
| 2009年 | 奧克蘭羽毛球國際賽       | 國際系列賽 | 混合雙打 | 珍纳·戈扎利        | 準決賽 |
| 2009年 | 老撾羽毛球國際挑戰賽     | 國際挑戰賽 | 男子雙打 | 贝里·安格里亚万    | 冠軍   |
| 2009年 | 老撾羽毛球國際挑戰賽     | 國際挑戰賽 | 混合雙打 | 珍纳·戈扎利        | 亞軍   |
| 2009年 | 世界青年羽毛球錦標賽     | 其他       | 男子雙打 | 贝里·安格里亚万    | 亞軍   |
| 2010年 | 馬來西亞羽毛球國際挑戰賽 | 國際挑戰賽 | 男子雙打 | 贝里·安格里亚万    | 準決賽 |
| 2011年 | 新加坡羽毛球國際系列賽   | 國際系列賽 | 男子雙打 | 里奇·卡兰达·苏华迪 | 準決賽 |
| 2012年 | 越南羽毛球國際挑戰賽     | 國際挑戰賽 | 男子雙打 | 里奇·卡兰达·苏华迪 | 冠軍   |
| 2012年 | 印尼羽毛球國際挑戰賽     | 國際挑戰賽 | 男子雙打 | 里奇·卡兰达·苏华迪 | 冠軍   |
| 2012年 | 越南羽毛球大獎賽         | 大獎賽     | 男子雙打 | 里奇·卡兰达·苏华迪 | 準決賽 |
| 2012年 | 哥本哈根羽毛球大師賽     | 其他       | 男子雙打 | 里奇·卡蘭達·蘇華迪 | 準決賽 |

| 2007-2017年 | 首要超級賽 | 超級賽 | 黃金大獎賽 | 大獎賽 | 國際挑戰賽 | 國際系列賽 | 未來系列賽 | 其他 |

| 2018-2026年 | 總決賽 | 超級1000賽 | 超級750賽 | 超級500賽 | 超級300賽 | 超級100賽 | 國際挑戰賽 | 國際系列賽 | 未來系列賽 | 其他 |